# Cobra Kai: The Karate Kid Saga Continues
Cobra Kai: The Karate Kid Saga Continues est un jeu vidéo à défilement horizontal beat them all basé sur la série américaine Cobra Kai (elle-même basée sur la franchise Karaté Kid) et édité par GameMill Entertainment. Il est sorti sur Nintendo Switch, PlayStation 4 et Xbox One le 27 octobre 2020.

## Développement
Le jeu est annoncé le 25 août 2020. Une bande-annonce du jeu est sortie le même jour.